# Petronella (film, 1927)

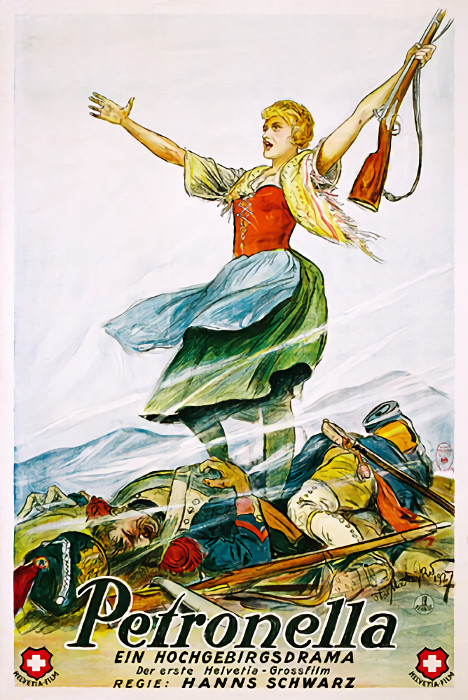
Affiche du film par Theo Matejko.

Pëtronella (Petronella - Das Geheimnis der Berge) est un film germano-suisse réalisé par Hanns Schwarz, sorti en 1927.
Il a été produit dans le cadre d'une série de coproductions entre l'Allemagne et la Suisse dans les années 1920.

## Fiche technique
- Réalisation : Hanns Schwarz
- Scénario : Max Jungk, Hanns Schwarz, Johannes Jegerlehner (roman)
- Photographie : Alfred Hansen
- Musique : Walter Ulfig
- Production : Helvetia-Film
- Distributeur : Helvetia-Film
- Pays : Allemagne  République de Weimar
- Durée : 124 minutes
- Date de sortie : 28 novembre 1927

## Distribution
- Maly Delschaft : Pia Schwiek
- William Dieterle : Josmarie Seiler
- Oskar Homolka : Fridolin Bortis
- Theodor Loos : Pfarrer Imboden
- Frida Richard : Das Tschäderli
- Ernst Rückert : Gabarel Schwick
- Rudolf Lettinger : Pias Vater
- Georg John : Der alte Amros
- Fritz Kampers : Des Pfarrers Bruder
- Hedwig Wangel : Des Pfarrers Wirtschafterin
- Uwe Jens Krafft : Präsident Zumesch

## Production
Le film a été tourné en Suisse avec des acteurs Allemands.